# Passagers (nouvelle)
Pour les articles homonymes, voir Passagers.
Passagers (titre original : Passengers) est une nouvelle dramatique de science-fiction de Robert Silverberg. 

## Distinctions
Cette nouvelle a été primée, recevant le prix Nebula de la meilleure nouvelle courte 1969. Il s'agit du premier prix Nebula reçu par Silverberg pour une nouvelle ; il avait déjà reçu quelques années auparavant, en 1956, une récompense au titre de la « révélation du jeune écrivain ». 
La nouvelle a aussi été proposée au prix Hugo de la meilleure nouvelle courte 1970 et est arrivée en deuxième position.

## Publications
Si l'on ne prend en compte que les parutions aux États-Unis, au Royaume-Uni, en Allemagne et en France, la nouvelle a été publiée, entre 1970 et 2012, à environ 60 reprises dans des recueils de nouvelles de Silverberg ou dans des anthologies regroupant des nouvelles de divers auteurs, ce qui fait d'elle l'une des nouvelles les plus éditées de l'auteur.

### Première publication aux États-Unis
La nouvelle est parue en 1968 aux États-Unis sous le titre Passengers, dans le recueil Orbit 4, édité par Damon Knight.

### Publications en France
La nouvelle est parue à huit reprises en langue française, et notamment :
- dans le recueil Espaces inhabitables, tome 1 (Casterman, 1973) ;
- dans l'anthologie Histoires de sexe-fiction (Livre de poche no 3821), 1985, 1987 ;
- dans le recueil Les Éléphants d'Hannibal (éditions Denoël, collection Présence du futur no 573, 1996) ;
- dans le recueil Le Chemin de la nuit, paru en 2002, aux éditions Flammarion (grand format), avec une traduction d'Hélène Collon. Une nouvelle édition en format poche est intervenue chez J'ai lu en 2004 avec la même traduction (place de la nouvelle dans le recueil : p. 541 à 561). La nouvelle est ainsi l'une des 124 meilleures nouvelles de Silverberg sélectionnées pour l'ensemble de recueils Nouvelles au fil du temps, dont Le Chemin de la nuit est le premier tome.
- dans L'O10ssée - L'odyssée Folio SF en 10 nouvelles, Gallimard, Folio SF, 2010.

### Publications dans d'autres pays occidentaux
La nouvelle a été publiée en Allemagne en avril 1972 sous le titre Passagiere. Elle a été de nouveau publiée en 1975 sous le titre Die Passagiere, puis en 1981 sous le titre Passagiere.
Elle a été publiée aux Pays-Bas en 1977 sous le titre Passagiers.
Elle est aussi parue en Grande-Bretagne en 1991 dans l'anthologie To the Dark Star, puis en 2015 dans l'anthologie To the Dark StarPhases of the Moon.
Elle a été publiée en Croatie en 1988 sous le titre Putnici.

## Résumé
La nouvelle est censée se dérouler en décembre 1987, à New York.
Des extraterrestres prennent possession des esprits des êtres humains. Ces extraterrestres sont donc les « Passagers » et contrôlent, pendant quelques heures, quelques jours, voire des semaines, leurs hôtes humains (« les Montures »), les obligeant à n'obéir qu'à leurs fantaisies, notamment sexuelles. Cette durée est appelée « la Chevauchée ». À l'issue de la chevauchée, on ne se souvient plus de ce qui s'est passée durant cette période, quelle soit courte (quelques heures) ou longues (plusieurs mois).
La nouvelle débute lorsque le narrateur, Charles Roth, âgé de 38 ans, reprend conscience après avoir été « chevauché » pendant trois jours ; c'est la cinquième fois en trois ans qu'il a été une monture.
Peu après, alors qu'il déambule dans les rues de New York en pensant aux Passagers, il croise la route d'une jeune femme : il se souvient d'elle ; ils ont eu des relations sexuelles ensemble alors que tous deux étaient chevauchés. Il est d'autant plus étrange qu'il puisse se souvenir de cette jeune femme que les souvenirs de la chevauchée auraient dû disparaître ; le narrateur en déduit que son Passager a souhaité qu'il se souvienne de cette femme.
Charles entre en contact avec elle et lui offre de boire un verre ; elle accepte ; elle s'appelle Helen ; elle est célibataire. Il tombe amoureux d'elle.
Une conversation s'engage, assez cordiale ; ils discutent de leurs chevauchées respectives subies. Ils prévoient de se revoir le lendemain ; tout se passe bien. Un autre rendez-vous est fixé, mais Charles ne s'y rend pas. Il s'y rend le jour suivant et rencontre Helen. Au cours de cette rencontre, il lui révèle la vérité : ils ont été chevauchés durant la même période, et ont couché ensemble. Helen ne le croit pas ; Charles lui annonce qu'elle a une tache-de-vin près d'un sein.
Charles lui explique qu'il est tombé amoureux d'elle, et que ce n'est pas parce qu'ils ont été chevauchés en même temps qu'ils sont obligés de ne plus se revoir, et de ne pas tenter d'avoir une liaison sentimentale. Après avoir tenté de refuser de l’écouter, Helen se jette dans ses bras : depuis la première parole qu'il lui a dite quelques jours auparavant, elle aussi est tombée amoureuse de lui. Soudain, les yeux de Charles deviennent vitreux et, sans un mot, Charles se détourne d'elle : son esprit vient d'être capté par un Passager. Sous les yeux effarés d'Helen, il se dirige vers un bar, accoste un homosexuel, l'homme lui dit quelques mots. Les deux hommes partent ensemble.

## Conditions de rédaction de la nouvelle
Dans sa préface à la nouvelle figurant dans le recueil Le Chemin de la nuit, Robert Silverberg explique notamment qu'il a commencé à rédiger la nouvelle début janvier 1967, et qu'il l'a envoyée à Damon Knight pour un recueil en préparation, Orbit 4. À la demande de Knight, il a réécrit la nouvelle fin janvier. Une troisième puis une quatrième versions ont suivi. Knight lui a alors demandé de développer l'histoire d'amour figurant dans la nouvelle, afin de lui donner une dimension plus humaine. Estimant la nouvelle digne d'être publiée Knight l’a fait paraître dans son recueil, paru en 1968.
Silverberg finit sa préface en déclarant : « Devenu un habitué des anthologies, Passagers a attiré deux ou trois options pour le cinéma et fini par devenir une de mes nouvelles les plus connues. Les cinq versions, que j’en ai rédigées de janvier à mars 1967, m'ont fait tourner en bourrique, mais je ne les ai jamais regrettées. » 